# Pararrhopalites sideroicus
Pararrhopalites sideroicus – gatunek skoczogonka z rzędu zrosłopierścieniowe i rodziny podskoczkowatych.
Gatunek ten opisali w 2014 roku Douglas Zeppelini i Roniere A. Brito na podstawie okazów odłowionych w latach 2011–2013 w jaskini w Itabirito.
Skoczogonek ten ma pozbawione pigmentacji ciało długości około 1 mm u samic i około 0,66 mm u samców. Czułki o czwartym członie podzielonym na 11 subsegmentów. Głowa bezoka lub z parą szczątkowym ommatidiów, grubo granulowana z wierzchu i normalnie, heksagonalnie granulowaną z przodu. Rejon międzyczułkowy wyposażony w 3 senisillusy rozstawione na planie trójkąta (cecha unikalna w obrębie rodzaju) i 4 szczecinki. Przed panewką każdego z czułków występują 3 struktury podobne do pseudoporów. Odnóża zakończone dwoma pazurkami: większy (unguis) ma mały ząbek na wewnętrznej stronie, unguiculus zaś zakończony jest nicią wierzchołkową, sięgającą czubka większego pazurka. Widełki skokowe mają 12 par szczecinek u nasady, 5 szczecinek tylnych na manubrium, charakterystyczną chetotaksję ramion i piłkowane obie lamelle wyrostka szczytowego.
Stawonóg ten znany jest wyłącznie ze ściółki z lokalizacji typowej w Wirginii.